# Газпром Армения
ЗАО «Газпром Армения» (арм. Գազպրոմ Արմենիա), ранее Армросгазпром, — является дочерним обществом ПАО «Газпром».
ПАО «Газпром» является единственным акционером ЗАО «Газпром Армения».

## Общие сведения
«Газпром Армения» обеспечивает поставку и реализацию природного газа на внутреннем рынке Республики Армения. 
Основными видами деятельности Общества являются:транспортировка, хранение, распределение и реализация природного газа, производство и реализация электроэнергии, реконструкция и расширение действующих газотранспортных и газораспределительных систем и подземных хранилищ газа, обеспечение надёжности и безопасности эксплуатации объектов газовой отрасли.
ЗАО «Газпром Армения» вертикально-интегрированная компания.  В структуру общества входят 15 филиалов по газификации и газоснабжению, организованных по территориальному принципу, филиал «Инженерный центр», 5 дочерних обществ, а также 5-й энергоблок Разданской ТЭС, Учреждение «Учебно-спортивный комплекс». ЗАО «Газпром Армения» является одним из крупнейших работодателей республики.

## Инфраструктура
В составе Газотранспортной системы (ГТС) обслуживается более 1683 км магистральных газопроводов и газопроводов-отводов. В транспортировке газа задействовано 1583,9 км газопроводов. Остальная часть находится в режиме оперативного резерва.
В составе ГТС находятся также следующие объекты:
- 116 газораспределительных станций (ГРС);
- 21 замерный узел, в том числе газоизмерительная станция «Кохб» на границе Армения — Грузия;
- 230 линейных крановых узлов на линейной части МГ, из которых 28 ед. — на газопроводе Иран-Армения;
- 190 установок электрохимической защиты, в том числе 174 катодных и 16 дренажных;
- Абовянская станция подземного хранения газа, в составе которой находятся 21 подземный резервуар и компрессорный цех.

В составе Газораспределительной сети на сегодняшний день обслуживаются 19 350 км газопроводов высокого, среднего и низкого давления, а также вспомогательные сооружения. В эксплуатации газораспределительной системы задействованы 2642 ед. газорегуляторных пунктов и 8568 ед. индивидуальных регуляторов давления газа, 1433 головных замерных узлов, а также 327 установок электрохимической защиты.

## Газификация - социальный проект национального масштаба
Благодаря широкомасштабной газификации республики на сегодняшний день в Армении природным газом пользуются потребители в 648 населенных пунктах. К газораспределительной сети республики подключено более 758 тысяч абонентов (среди населения). Уровень газификации Армении достигает 96%. Данный показатель выводит Армению на лидирующие позиции в мире.
В рамках решения задачи обеспечения безопасности газоснабжения, Обществом реализована программа по установке газовых сигнализаторов и отсечных клапанов (системы безопасности) в домах потребителей газа на всей территории республики. 
Республика Армения является одним из лидеров среди стран, где природный газ используется в качестве моторного топлива. Использование газа в качестве моторного топлива по сравнению с бензином не только выгодно, но и позволяет решать экологические проблемы за счет существенного сокращения выбросов вредных веществ в атмосферу. Сегодня на территории республики действуют более 380 АГНКС. Порядка 80 % автомобильного парка республики работает на природном газе.

## Газоэнергетические проекты

### Газопровод Иран-Армения
Крупный, уникальный и технически сложный проект строительства газопровода Иран-Армения позволил расширить ресурсную базу поставок природного газа и создать второй технологический вход в Армению. Строительство нового газопровода протяженностью 190 км проходило в сложных климатических условиях, один из участков магистрали проходит на высоте почти 3000 метров над уровнем моря.
Газопровод Иран - Армения обеспечивает второй технологический вход в республику, что решает задачу диверсификации газоснабжения в условиях форс-мажора. Строительство газопровода также позволило создать на юге республики крупную газотранспортную инфраструктуру, которая стала частью газотранспортной системы Армении.

### 5-й энергоблок Разданской ТЭС
Энергоблок «Раздан-5» — уникальный проект с новейшими технологическими решениями не только в газоэнергетической сфере Армении, но и региона. Усилиями специалистов Компании создан новый способ производства электроэнергии: на «Раздан-5» впервые совмещены паротурбинные и газотурбинные технологии.
Эксплуатация энергоблока обеспечивает ключевое участие на внутреннем рынке производства электроэнергии. В целом, ЗАО «Газпром Армения» сегодня обладает значительными газоэнергетическими активами, которые служат серьезным потенциалом и могут стать связующим экономическим звеном для участия в энергетических проектах регионального значения.

### Станция подземного хранения газа
В контексте обеспечения энергетической безопасности ЗАО «Газпром Армения» сегодня решает еще одну важную задачу: восстановление проектной мощности Абовянской станции подземного хранения газа. Этот стратегический объект призван обеспечить надежность газоснабжения республики. В результате поэтапного выполнения проекта по реконструкции и модернизации СПХГ планируется с каждым годом увеличивать вместимость газохранилища.

## Непрофильная деятельность
Учебно-спортивный комплекс
При содействии ПАО «Газпром» в Ереване был построен учебно-спортивный комплекс, который по своей многофункциональности не имеет аналогов в республике. Комплекс включает в себя школу, детский сад, бассейн, каток, две футбольные площадки, а также помещения для игровых видов спорта, хореографии и единоборств.
Школа расположена в административной общине Аван г. Еревана на улице Царав Ахпюр.
Гостиничный комплекс «Марриотт Цахкадзор»
Бывший дом отдыха «Адигаз» в Цакхкадзоре был реконструирован по самым высоким международным стандартам в сфере гостиничного бизнеса и передан в управление компании «Марриотт».
В гостиничном комплексе «Марриотт Цахкадзор» созданы первоклассные условия для организации отдыха, предлагается широкий спектр услуг.
Расположенный на горнолыжном курорте гостиничный комплекс занимает особое место в гостиничной сети «Марриотт» в плане организации зимнего туризма. За короткое время «Марриотт Цахкадзор» завоевал высокую репутацию среди отелей сети «Марриотт».

## История

### Руководители
- 1997-2001 — Роланд Мушегович Адонц
- 2001-2010 — Карен Вильгельмович Карапетян
- 2010-2016 — Вардан Рубенович Арутюнян
- 2016-2023 — Грант Хачикович Тадевосян

### Хронология
1958
• Основание отрасли. Создание конторы «Ерсжижгаз». Начало газификации на сжиженном углеводородном газе.
• Проектирование газопроводов.
• Подготовка кадров.
• Создание Ереванского управления магистральных газопроводов.
• В 1958 году газовую отрасль республики возглавляло Управление (в последующем — Главное управление — ГУ) газификации. Одновременно в республике был образован армянский филиал «Закавказского управления магистральных газопроводов» при Министерстве газовой промышленности СССР. В дальнейшем филиал был расформирован и было образовано производственное объединение «Армтрансгаз».
1959
• Начало строительства магистральных газопроводов Карадаг-Акстафа-Тбилиси-Ереван (856 км), Казах-Ереван(180 км).
• Создание строймонтажных управлений в Иджеване, Дилижане.
1960
• Создание Главного управления газификации Армении, городского газового хозяйства в г. Ереване, районных эксплуатационных контор газового хозяйства, треста «Ереванстрой».
• 12 февраля 1960 года на центральной площади г. Еревана был в торжественной обстановке зажжен первый факел природного газа. В первый же год газификации природный газ был подведен к 16 промышленным предприятиям, 25 котельным, 1270 квартирам. Годовой объём газопотребления в 1960 году составил 112 млн м³.
• Строительство газораспределительной станции (ГРС-1) в Ереване.
• Интенсивное строительство газопроводов-отводов к городам и райцентрам, уличных и внутриквартальных газораспределительных сетей.
1961-1962
• Начало газификации промышленных предприятий, коммунально-бытовых объектов, жилых домов государственного и частного секторов. Впервые был осуществлен пуск газа в котельной.
• Строительство газонаполнительных станций сжиженного газа в Ереване.

1963—1964
• Строительство магистрального газопровода Орджоникидзе-Тбилиси для подачи природного газа республикам Закавказья.
• В 1963 году прокладывается новая магистраль Кировакан-Ленинакан (ныне Ванадзор-Гюмри) протяженностью 58 км и пропускной способностью 4,37 млн м³ в год.
• В 1964 году прокладывается магистраль Красный Мост-Алаверди протяженностью 55 км и пропускной способностью 4,4 млн м³ в год.
• Перевод крупных промышленных комплексов на природный газ.
1965-1969
• Строительство газопровода Ереван-Октемберян-Ленинакан, образование западного кольца Ереван-Армавир-Гюмри-Ванадзор.
• Продолжение строительства газопроводов-отводов к городам, райцентрам и населенным пунктам Армении.
• Строительство и введение в промышленную эксплуатацию станции подземного хранения газа (СПХГ). Была сдана в эксплуатацию первая подземная ёмкость объёмом 380 тыс. м³.
• Создание Кироваканского управления магистральных газопроводов.
1970-1978
• В 1975 году начались поставки иранского газа в объёме 3,08 млрд м³.
• Строительство дополнительных компрессорных станций на магистральном газопроводе Орджоникидзе-Сагурамо.
• Разрешение проблемы газоснабжения Зангезурского региона посредством строительства магистрального газопровода Евлах-Горис-Нахичеван.
• Создание ПО «Армтрансгаз».
• Развитие газораспределительных сетей, повышение уровня газификации.
• Строительствo магистрального газопровода Евлах-Горис-Нахичеван (79,3 км).
1979
• Прекращение подачи Армении иранского природного газа;
• Принятие правительственных мер по обеспечению республик Закавказья природным газом.
1980-1982
• Строительство магистрального газопровода Моздок-Кази Магомед с целью увеличения объёма поступаемого в республику природного газа.
• Преобразование Главного управления газификации в Государственный комитет по газификации, ПО «Армтрансгаз» в ПО «Армгазпром».
1983-1985
• Расширение и реконструкция системы газопроводов Новопсков-Аксай-Моздок диаметром 1200 мм и протяженностью 617 км с целью увеличения пропускной способности для подачи газа республикам Закавказья.
• Строительство первой автогазозаправочной станции в Ереване.
• Перевод автомобилей на сжиженный газ.
• В 1983 году строительствo газопровода Горис-Капан-Каджаран и газопроводов-отводов Горис, Сисиан, Капан.
• В 1984 году строительство магистрального газопровода Ильичевск (Нахичеванская АССР)-Ереван протяженностью 86,6 км.
• В 1985 году строительство газопровода-отвода в Аштарак.
1986-1987
• Расширение газопроводных сетей с целью газификации городов и райцентров: в бассейне озера Севан, Апаранского, Зангезурского, Вайкского и других регионов.
• Сданы в эксплуатацию очередные 8 скважин подземного хранения газа, с физическим объёмом хранения газа 1 млн м³.
• Прокладывается вторая нитка газопровода Севан-Джермук- газопроводы Апаран-Кучак, Вайк-Ехегнадзор.
1988-1990
• Спасательные и восстановительные работы в связи с землетрясением в Армении.
• Строительство новых газораспределительных сетей и эксплуатационных баз газового хозяйства.
• Прокладывается газопровод Аштарак-Апаран и отвод в сторону Гюмри.
• Госкомитет по газификации преобразовывается в производственное объединение — ПО «Армгаз».
До 1990-х годов в республике в общей сложности было построено около 1768 км магистральных газопроводов и 55 газораспределительных станций. По уровню газификации Армения занимала одно из ведущих мест среди других республик СССР: в городах 82,6 %, в сельских населенных местностях — 83,3 %.
1991
• Прекращена подача газа в республику в связи с конфликтами в регионе.
• Приостановление строительства новых газопроводов и сооружений на них.
• Консервация значительной части системы газоснабжения.
• Переориентация на традиционные виды топлива (каменный уголь, дрова, керосин, дизельное топливо). Часть населения перешла на использование сжиженного газа.
1992-1996
• В 1992 году путём слияния ПО «Армгаз» и ПО «Армгазпром» Союзного подчинения создается Госпредприятие (ГП) «Армгазтопливо», которое в том же году было переименовано в ГП особого назначения «Армгаз», затем — ГП «Армгазпром». В 1994 г. ГП «Армгазпром» становится гос. концерном.
• Прокладка новой ветки газопровода протяженностью 181 км через Грузию для возобновления газоснабжения.
• В 1993 году строится газопровод Красный Мост-Сев Кар-Берд протяженностью 61,8 км. •С конца 1993 года началось осуществление газоснабжения отдельных объектов, имеющих стратегическое значение.
• В 1995 г. началось восстановление газоснабжения объектов, имеющих важную роль в национальном хозяйстве.
• В 1996 г. началось подключение газа к особо важным объектам.
• В 1995—1996 гг. в рамках программ USAID и TACIS при непосредственном участии «GAZ de France» и консорциума «Snamprogetti» были обследованы газотранспортные и распределительные системы, производственные предприятия по производству необходимых для газовой системы оборудования, и поступили практические предложения по восстановлению системы газоснабжения.
1997
• Министерством энергетики РА утверждена программа по восстановлению газоснабжения республики.
• Создание ЗАО «АрмРосгазпром» на основании Учредительного Договора от 30 августа 1997 г., действующего законодательства Республики Армения, в соответствии с заключенным 18 января 1997 года в г. Москве между Правительством Республики Армения и Открытым Акционерным Обществом «Газпром» Соглашением «О сотрудничестве в строительстве и эксплуатации газопроводов на территории Республики Армения, транзите российского природного газа через территорию Республики Армения, производстве электроэнергии и её транзите в третьи страны».
• Восстановление газопроводных сетей.
• Возобновление газоснабжения жилых домов.
• Внедрение бытовых счетчиков газа.
• Внедрение промышленных счетчиков газа.
• Внедрение полиэтиленовых труб при возобновлении газоснабжения жилых домов в Ереване.
1998-2011
• Реализация программы «Восстановления газоснабжения и газификация».
• Расширение рынка потребления газа.
• Модернизация системы, внедрение современных технологий.
• Дальнейшая диверсификация деятельности путём участия в перспективных энергетических проектах как в РА, так и в регионе.
2005-2008
• Строительство и введение в эксплуатацию армянского участка газопровода «Иран-Армения».
2006—2012.
• Приобретение, строительство и модернизация пятого энергоблока Разданской ТЭС. В 2006 году между Правительством Республика Армения и ОАО «Газпром» было подписано соглашение, в соответствии с которым ЗАО «АрмРосгазпром» приобретает активы пятого энергоблока Разданской ТЭС с обязательствами по завершению его строительства и модернизации.
2008-2012
• Реализация программы по массовой установке сигнализаторов горючих газов и аварийных отсечных клапанов в квартирах многоэтажных домов при газификации и газоснабжении внутридомовой системы газопотребления.
• С января 2012 года подключение 5-го энергоблока Разданской ТЭС к энергосистеме РА.
2013
•В декабре состоялся ввод в промышленную эксплуатацию 5-го энергоблока Разданской ТЭС.
•В декабре подписано Соглашение между Правительством Республики Армения и Правительством Российской Федерации об условиях купли-продажи акций и дальнейшей деятельности закрытого акционерного общества «АрмРосгазпром».
2014
• В январе ОАО «Газпром» и Министерство энергетики и природных ресурсов РА подписали Договор купли-продажи 20 % акций ЗАО «АрмРосгазпром».
• ЗAO «АрмРосгазпром» официально переименовано в ЗАО «Газпром Армения».

## Галерея
- Головной офис
- Энергоблок «Раздан-5»
- Высокогорный участок газопровода Иран — Армения
- Учебно-спортивный комплекс ЗАО «Газпром Армения»
- Гостиничный комплекс «Марриотт Цахкадзор»
- Автомобиль аварийно-диспетчерской службы 1-04 «Газпром-Армения» на улице в Ереване